# Lilim
Lilim (ibl. lilin), singular lili (om kvinna) eller lilu (om man), Lilits och Samaels barn enligt den medeltida texten Ben Siras alfabet. Enligt Ben Siras alfabet avlades lilim under den tid som Lilit var Adams hustru, och som straff för att Lilit övergav honom och vägrade återvända skulle Gud låta hundra av lilim dö varje dag. 
I Ben Siras alfabet är alla lilim kvinnliga demoner och fyller dels funktionen av succubor gentemot män och spädbarnstjuvar gentemot kvinnor. I akkadisk mytologi förekommer dock demonen lilu vars namn är en maskulin form av lili.